# Varzay
Varzay ist eine westfranzösische Gemeinde mit 847 Einwohnern (Stand: 1. Januar 2022) im Département Charente-Maritime in der Region Nouvelle-Aquitaine. Sie gehört zum Arrondissement Saintes und ist Mitglied im Gemeindeverband Saintes - Grandes Rives - L’Agglo. Die Einwohner werden Varzéens und Varzéennes genannt.
Die Gemeinde erhielt 2023 die Auszeichnung „Eine Blume“, die vom Conseil national des villes et villages fleuris (CNVVF) im Rahmen des jährlichen Wettbewerbs der blumengeschmückten Städte und Dörfer verliehen wird.

## Geografie

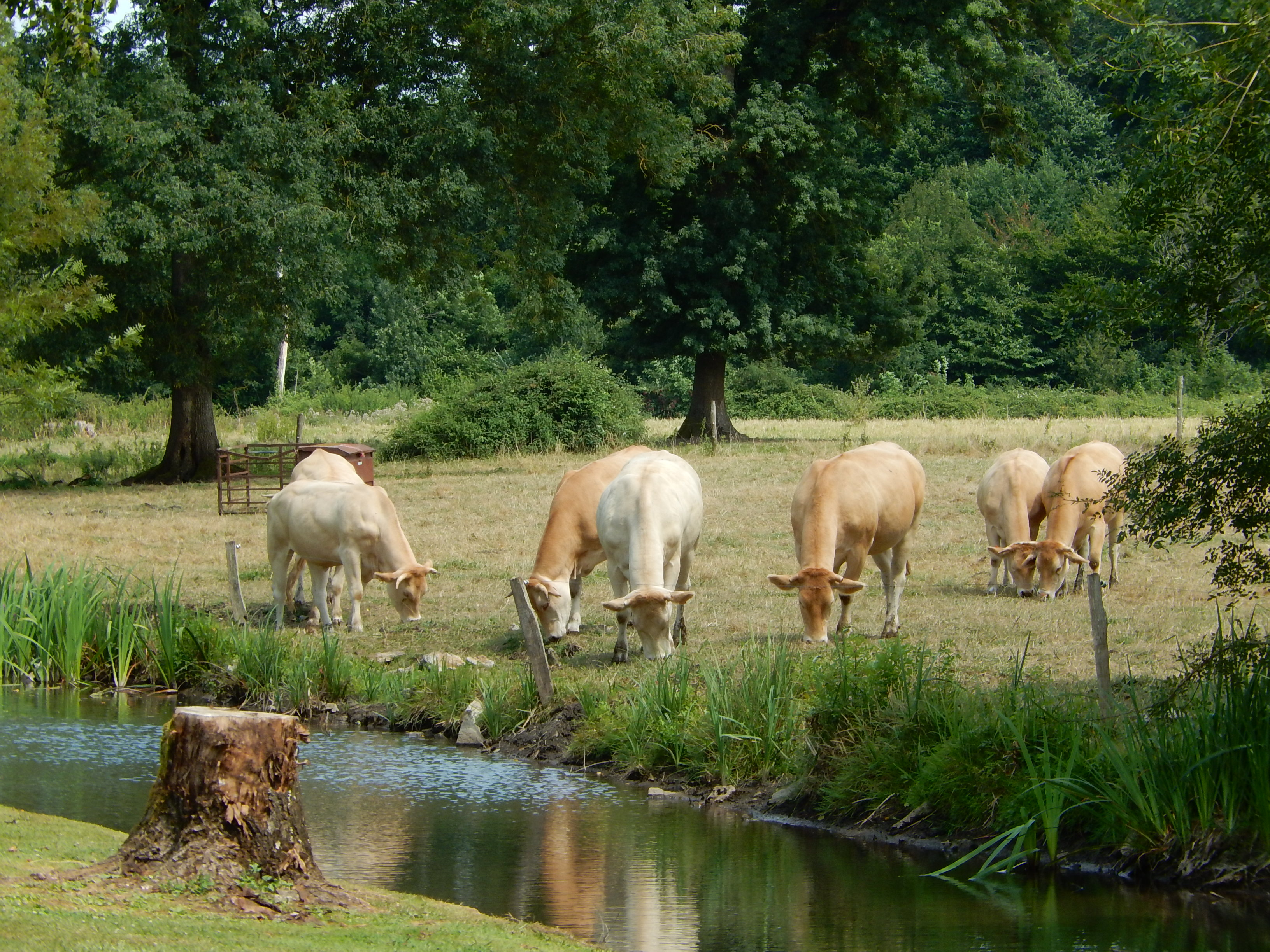
Der Arnoult bei Varzay

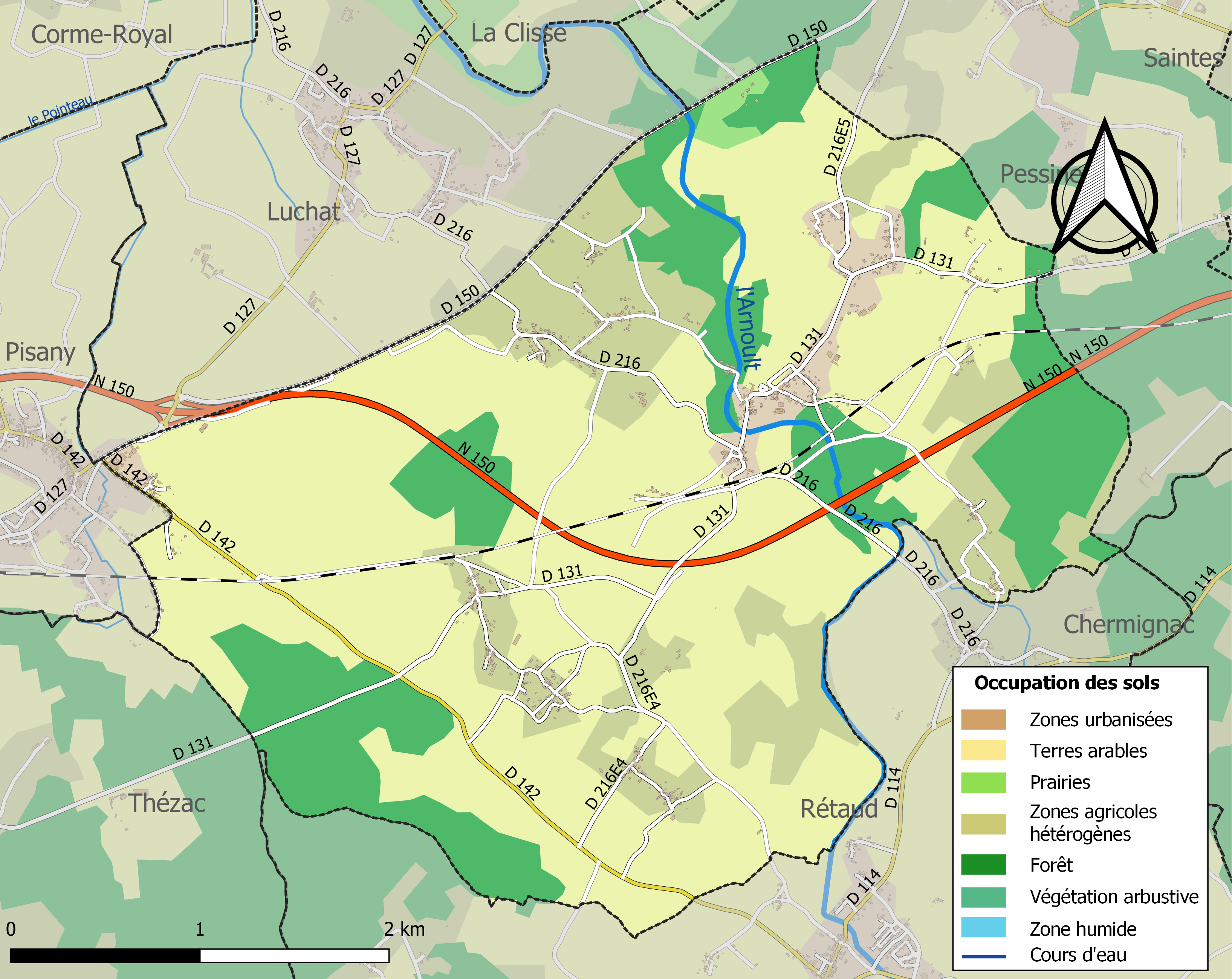
Bodennutzung, Hydrografie und Infrastruktur der Gemeinde (2018)

Varzay liegt in der ehemaligen Provinz Saintonge, etwa neun Kilometer südwestlich von Saintes. Die Gemeinde befindet sich im Einzugsgebiet der Charente. Es wird vom Arnoult entwässert, der es von Süd nach Nord durchquert. Das Gebiet von Varzay ist Teil des ZNIEFF-Naturgebiets 540014483 „L’Arnoult“ entlang des Flusses. Über drei Viertel der Fläche der Gemeinde werden landwirtschaftlich genutzt, etwa 20 % sind bewaldet, vor allem im Südwesten und Nordosten sowie entlang des Arnoult.
Umgeben wird Varzay von den Nachbargemeinden Pessines im Norden und Nordosten, Chermignac über einen Berührungspunkt im Osten, Rétaud im Süden, Thézac im Südwesten, Pisany im Westen sowie Luchat im Nordwesten.

## Bevölkerungsentwicklung
| Jahr                       | 1962 | 1968 | 1975 | 1982 | 1990 | 1999 | 2006 | 2013 | 2020 |
| Einwohner                  | 471  | 468  | 474  | 592  | 634  | 671  | 732  | 804  | 841  |
| Quellen: Cassini und INSEE |      |      |      |      |      |      |      |      |      |

## Sehenswürdigkeiten
- Kirche Sainte-Madeleine im 15. Jahrhundert neu gebaut vermutlich nach Zerstörung des Vorgängerbaus im Hundertjährigen Krieg, seit 1996 als Monument historique eingeschrieben
- Empfangsgebäude des ehemaligen Bahnhofs, errichtet 1909, seit 2002 in Teilen als Monument historique eingeschrieben

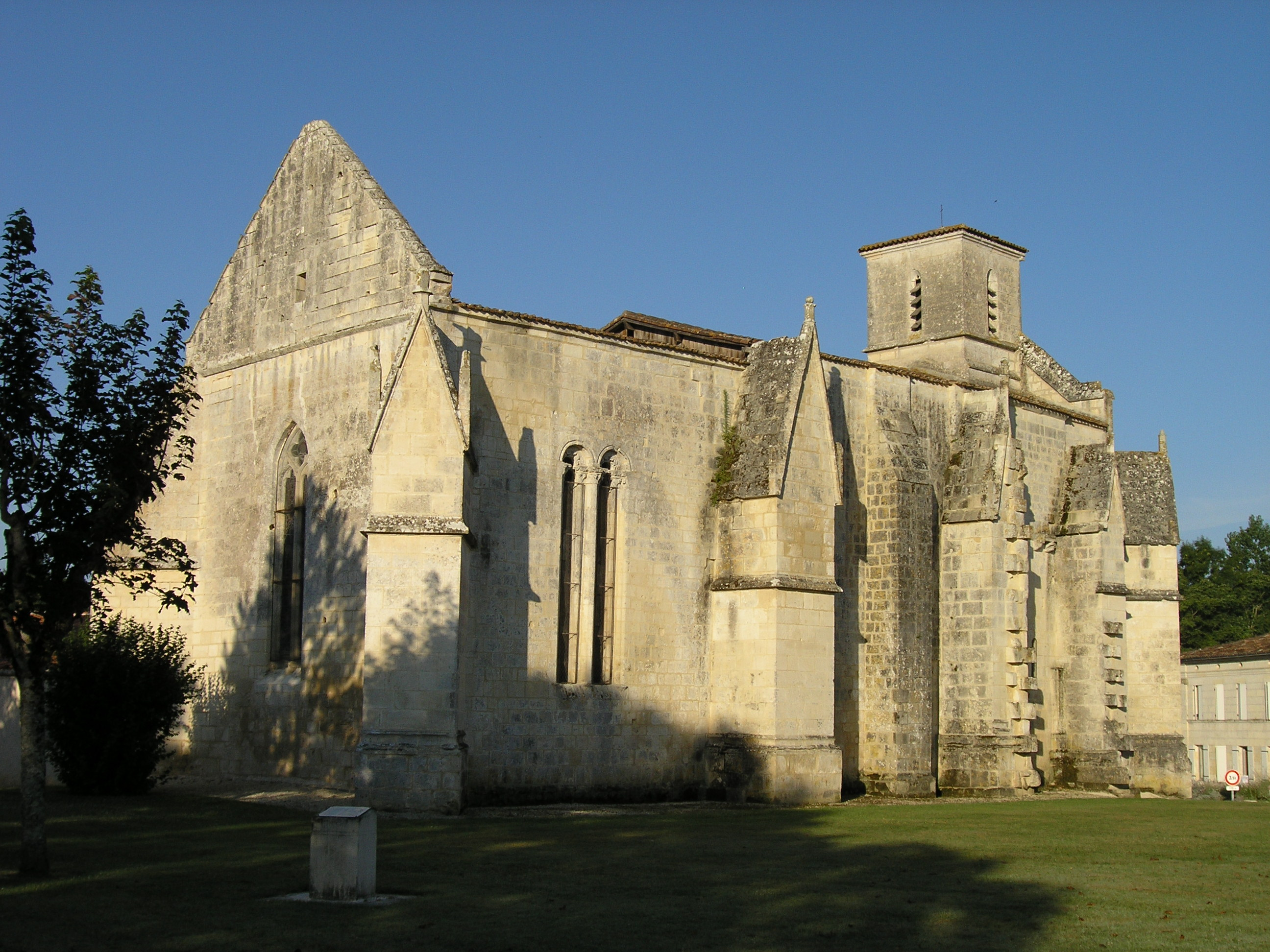
Kirche Sainte-Madeleine
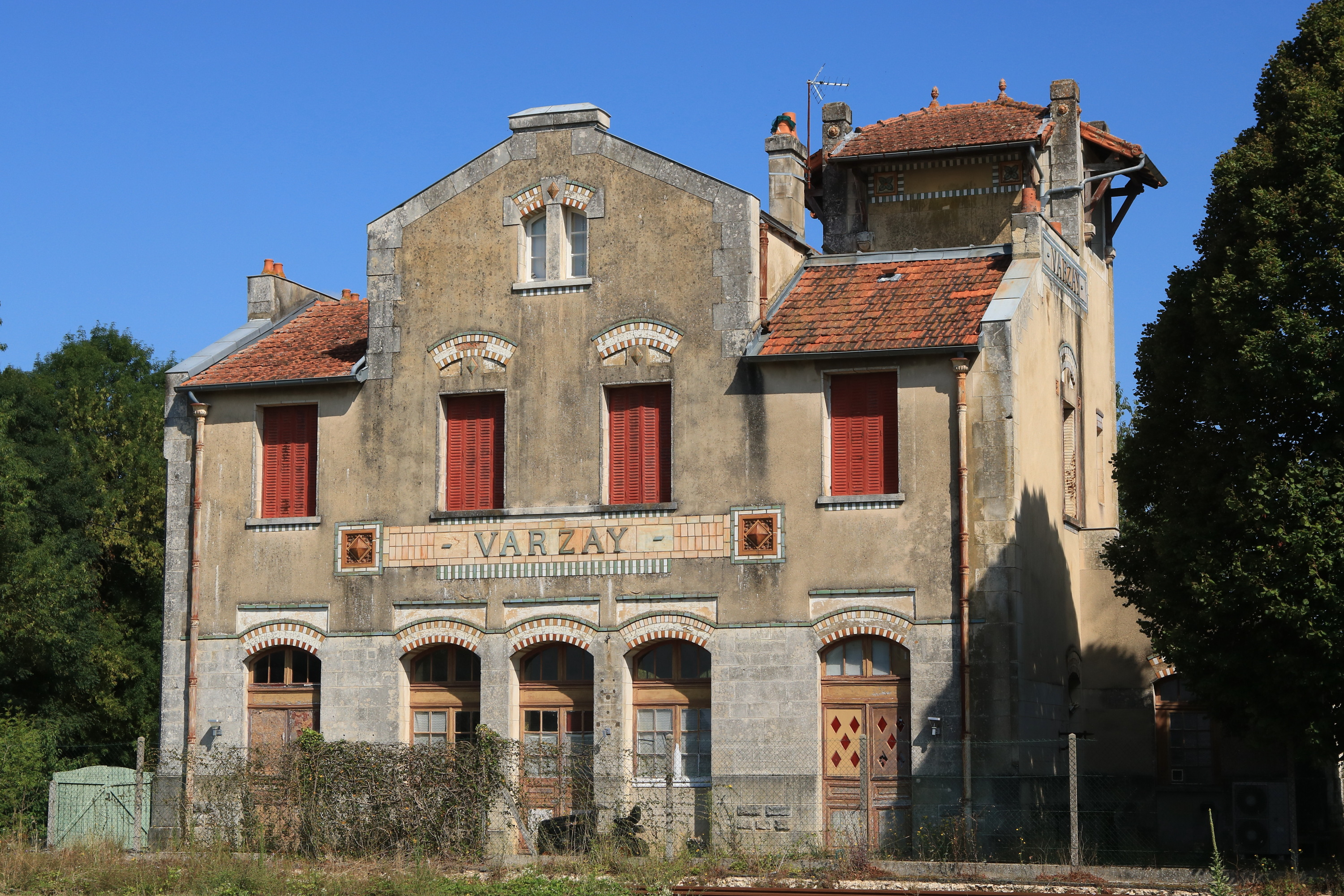
Ehemaliger Bahnhof

## Verkehr
Die autobahnähnlich ausgebaute Route nationale 150 von Saintes nach Royan durchquert die Gemeinde unter Umgehung des Gemeindezentrums ohne Anschlussstelle. Die Nationalstraße N2150 verläuft an der nordwestlichen Gemeindegrenze und verbindet die Gemeinde mit Saintes über Pessines im Osten und mit Pisany mit Anschluss an die N 150 im Südwesten.
Das Gebiet der Gemeinde wird von der Eisenbahnstrecke Saintes–Royan ohne Haltepunkt durchquert.